# Judy Garland
Judy Garland, pseudonimo di Frances Ethel Gumm (Grand Rapids, 10 giugno 1922 – Londra, 22 giugno 1969), è stata un'attrice, cantante e ballerina statunitense.
Dotata di una grande presenza scenica e di una voce profonda, intensa e duttile, Judy Garland è stata un'importante artista del XX secolo: eccelse sia come cantante (famosa la sua voce di contralto), sia come ballerina e attrice cinematografica e teatrale. Madre della cantante e attrice Liza Minnelli, nata dalle nozze con il regista Vincente Minnelli, ebbe una vita privata costellata da diversi matrimoni, conclusi con il divorzio, e da un grave abuso di farmaci.
Nel 1940, all'età di diciotto anni, vinse l'Oscar giovanile e in seguito ottenne due candidature all'Oscar: la prima nel 1955 come Miglior attrice protagonista per il film È nata una stella di George Cukor, la seconda nel 1962 come Miglior attrice non protagonista per il film Vincitori e vinti di Stanley Kramer. Nel 1955 vinse un Golden Globe per la migliore attrice in un film commedia o musicale per È nata una stella. L'American Film Institute ha inserito Judy Garland all'ottavo posto tra le più grandi star della storia del cinema.

## Biografia

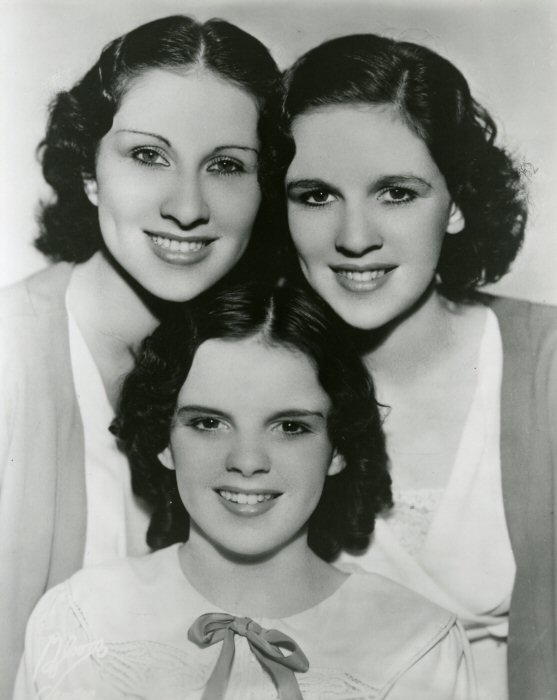
Le sorelle Gumm (Garland) nel 1935, da sinistra Mary Jane, Frances Ethel (Judy) e Dorothy Virginia

Figlia d'arte, essendo i genitori entrambi attori del vaudeville, Ethel Marion Milne (1893-1953) e Francis Avent "Frank" Gumm (1886-1935), Frances Gumm debuttò sulle scene ancora bambina, esibendosi in teatri di provincia insieme con le due sorelle più grandi. La piccola Frances spiccava per talento vocale e magnetismo scenico: divenute in breve tempo un'attrazione amatissima dal pubblico, dal 1929 al 1935 le Gumm Sisters recitarono nel ruolo di se stesse in alcuni film musicali e, durante un'esibizione a Chicago nel 1934, Frances venne notata da un talent scout della Metro-Goldwyn-Mayer, il quale, d'accordo con la madre della ragazza, le procurò un vantaggioso contratto cinematografico con il nome d'arte di Judy Garland.
Grazie anche a un gradevole aspetto fisico e a un viso dolce e accattivante, Judy iniziò a farsi le ossa in musical di medio livello, ottenendo dal 1936 ruoli da protagonista in piccoli film musicali come Every Sunday, un cortometraggio che segna il suo vero esordio nel cinema. In questo film, recitò insieme ad un'altra promessa, Deanna Durbin: entrambe erano state scoperte dalla MGM, che voleva lanciare due attrici cantanti. I critici lodarono l'interpretazione della Garland, mentre non accolsero bene la recitazione della Durbin, definendola "rigida". Così la Mgm decise di lanciare solo la Garland e di licenziare la Durbin, che venne scoperta dalla compagnia rivale, la Universal Studios: le due divennero grandi antagoniste anche come cantanti, dato che la Garland aveva una voce da contralto e la Durbin da soprano leggero.

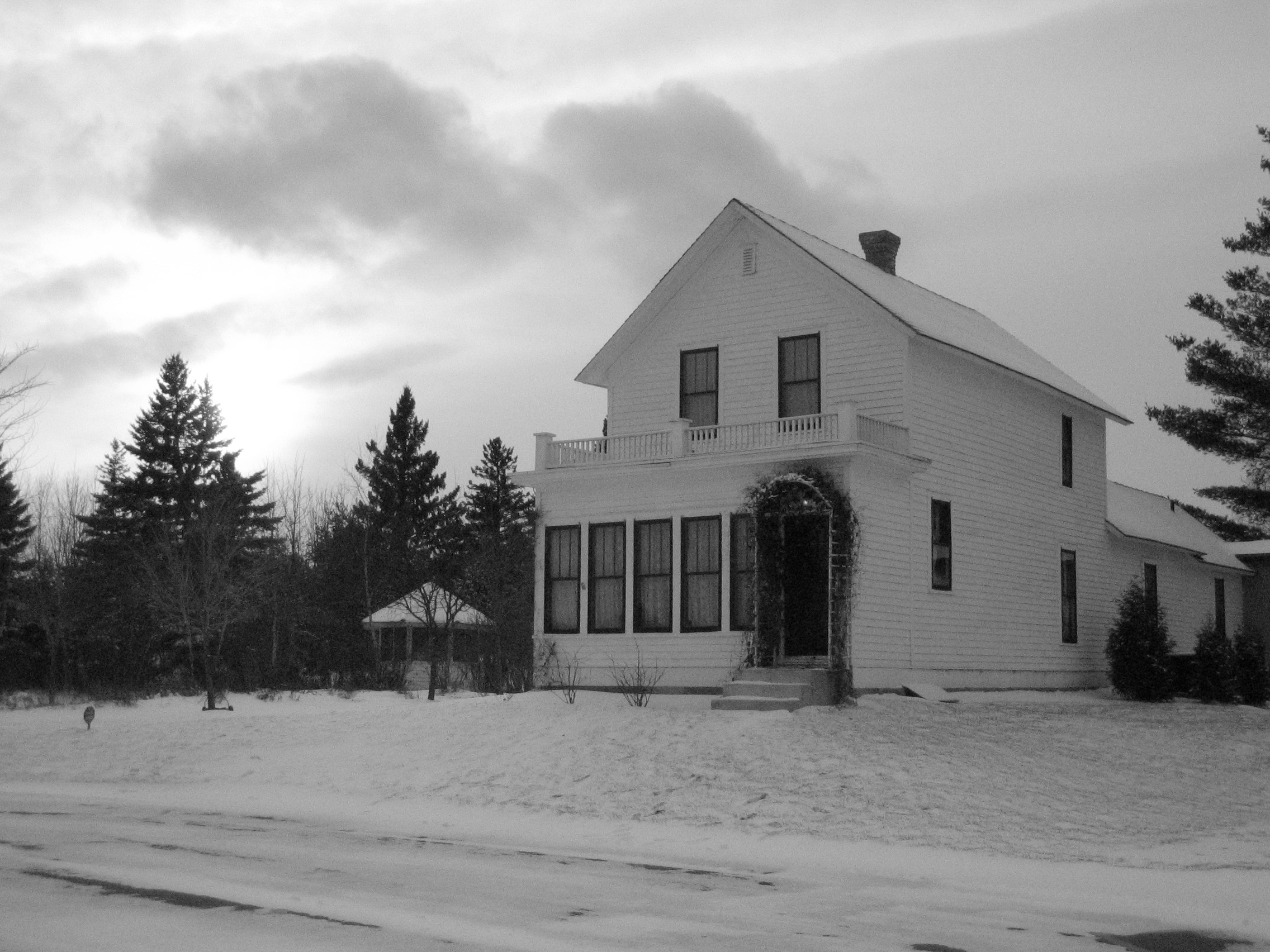
La casa natale di Judy Garland

In seguito la Garland interpretò Pigskin Parade, che la lancerà definitivamente ad alti ascolti. Nel 1938 la sua fama era diffusa ormai in quasi tutti gli Stati Uniti: in quell'anno girò il suo primo film nella popolare serie con protagonista Andy Hardy (Mickey Rooney), che in seguito diventò suo grande amico; L'amore trova Andy Hardy contribuì ad accrescere la sua fama, e in seguito Judy girerà altre due pellicole di questa serie, oltre a lavorare con Mickey Rooney in altre occasioni.

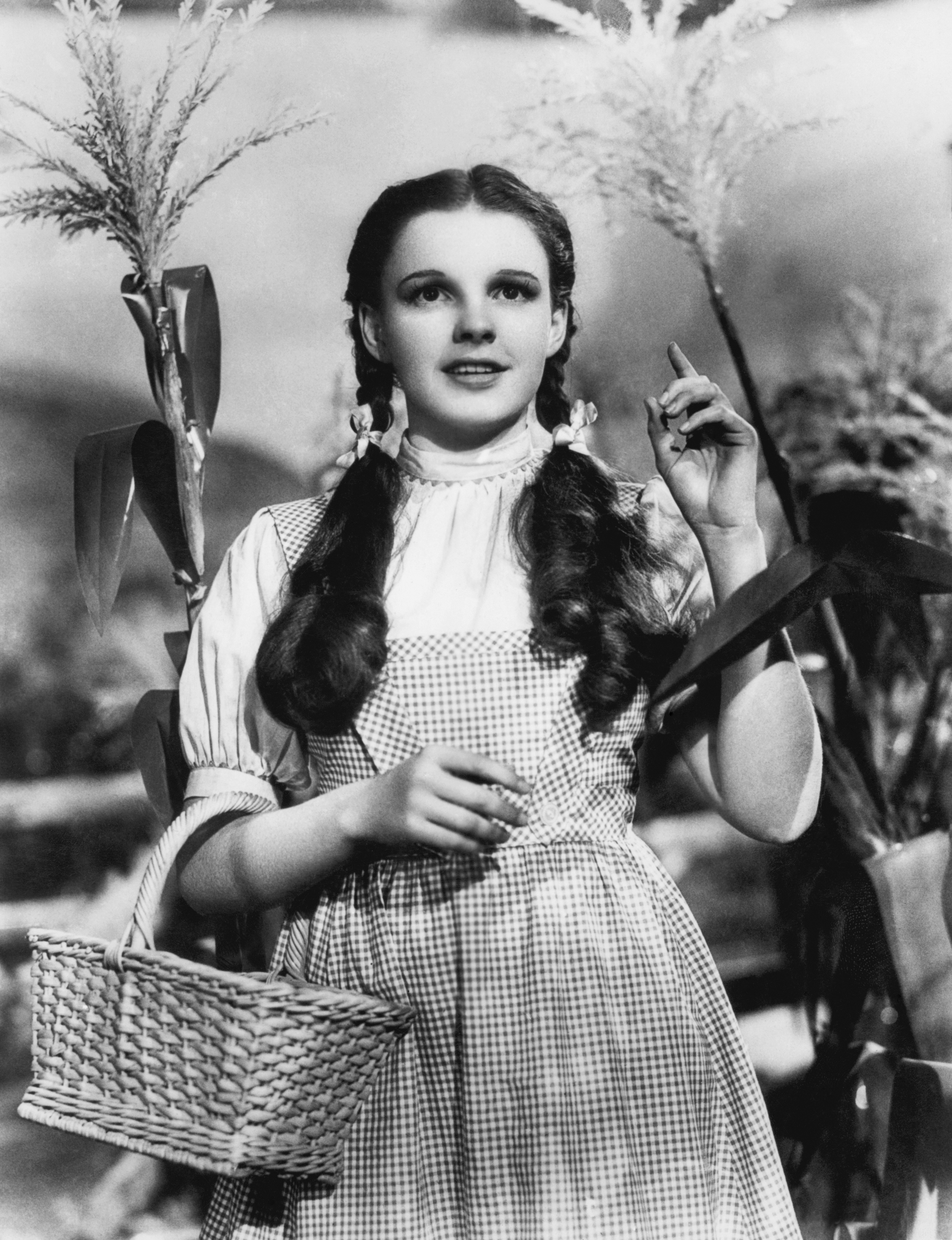
Judy Garland ne Il mago di Oz (1939)

Nel 1939, ebbe l'occasione di interpretare la protagonista del musical Il mago di Oz (1939), diretto da Victor Fleming, in cui lanciò la canzone Over the Rainbow conquistando pubblico e critica nel ruolo della dolce sognatrice Dorothy, la sua migliore interpretazione cinematografica. Il successo fu straordinario ma, per sopportare i ritmi di lavorazione e per evitare di aumentare di peso, la Garland cominciò ad assumere consistenti dosi di farmaci, dai quali rimarrà dipendente per tutta la vita.
Nel 1940, la diciottenne Judy vinse l'Oscar giovanile per i film Il mago di Oz e per Piccoli attori (1939), insieme al giovane Mickey Rooney, il quale ebbe la candidatura all'Oscar. Negli anni seguenti continuò a mietere successi nella commedia musicale. Nel 1944 interpretò il musical in costume Incontriamoci a Saint Louis (1944), in cui lanciò canzoni come Meet Me in St. Louis, The Trolley Song e Have Yourself a Merry Little Christmas (l'album della colonna sonora della Decca vince nel 2005 il Grammy Hall of Fame Award); durante le riprese instaurò una relazione col regista del film, il celebre Vincente Minnelli, che sposò nel 1945, dopo il divorzio dal primo marito, il musicista David Rose. Dal matrimonio con Minnelli, durato sei anni, nel 1946 nacque Liza.
Successivamente interpretò altre commedie musicali di grande successo, al fianco di attori come Gene Kelly ne Il pirata (1948) e Fred Astaire in Ti amavo senza saperlo (1948). Durante la lavorazione del primo film ebbe un crollo nervoso e fu ricoverata in una clinica, ma riuscì ugualmente a portare a termine le riprese. La collaborazione con Astaire si rivelò da un certo punto di vista molto faticosa ma la sua performance fu notevole, tanto che il film si rivelò un enorme successo.
I primi anni cinquanta furono però disastrosi per l'attrice, per via del divorzio da Minnelli, del matrimonio burrascoso con Sidney Luft — da cui sarebbero nati due figli, Joseph, detto Joey, e Lorna — terminato anch'esso con un divorzio, della sempre più crescente dipendenza da alcool e pillole assunti per sostenere i massacranti ritmi di lavoro, e del licenziamento dalla MGM, avvenuto dopo l'insuccesso del film L'allegra fattoria (1950), nel quale Judy apparve visibilmente appesantita e sofferente.

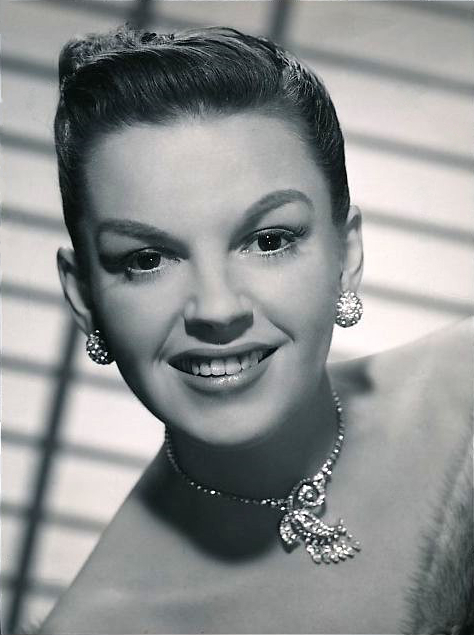
Judy Garland nel 1950

Dopo alcuni anni di assenza dal cinema, nel 1954 tornò sullo schermo per interpretare lo struggente ruolo di protagonista nel film È nata una stella (1954) di George Cukor: nel film la Garland impersonò un'aspirante cantante che viene portata al successo da un maturo e alcolizzato divo del cinema; tra i due nasce una grande storia d'amore, ma lei non riuscirà a strapparlo dal vortice della depressione. Fu la stessa Garland, con il marito, a produrre il film mentre la casa di produzione Warner (dubbiosa circa il buon esito delle riprese) mise a disposizione i fondi, le attrezzature e il personale tecnico. Malgrado il film venisse apprezzato sia dal pubblico che dalla critica, non incassò abbastanza per coprire i costi. La Warner infatti si lamentava della durata e avrebbe voluto ridurre considerevolmente il film per permettere un maggior numero di proiezioni. Nonostante questo, Judy offrì prova di notevoli doti drammatiche, eccellendo anche come cantante con brani come That Man That Got Away; il film le valse la candidatura all'Oscar che molti davano per certo. Lei non poté essere presente alla cerimonia poiché aveva appena dato alla luce il figlio Joseph, ma nell'ospedale era presente una troupe pronta a registrare il suo discorso. Quell'anno l'Oscar andò a Grace Kelly, ma Judy fu ricompensata con il Golden Globe.
Negli anni successivi, l'attrice verrà scelta per ruoli intensamente drammatici in film quali Vincitori e vinti (1961) di Stanley Kramer (che le valse la seconda candidatura all'Oscar, questa volta per un ruolo in cui non cantò), e Gli esclusi (1963) di John Cassavetes e concluse la sua carriera cinematografica col film Ombre sul palcoscenico (1963) di Ronald Neame, dopo il quale abbandonò il cinema per dedicarsi al teatro e ai concerti, ottenendo ancora riconoscimenti professionali, ma conducendo un'esistenza sempre più tormentata, con un quarto matrimonio fallito e con il susseguirsi di problemi di salute e di crisi depressive. Nel 1961 uscì l'album Judy at Carnegie Hall che raggiunse la prima posizione nella Billboard Pop Albums (Billboard 200) per 13 settimane e che nel 1962 vinse il Grammy Award all'album dell'anno, il Grammy Award alla miglior interpretazione vocale femminile pop e nel 1998 il Grammy Hall of Fame Award. Nel 1967 venne scritturata per il film La valle delle bambole, ma abbandonò il set a causa di alcuni problemi di salute e fu sostituita da Susan Hayward.

### Morte
Judy Garland morì il 22 giugno 1969, a 47 anni. Secondo l'autopsia, si trattò di morte accidentale dovuta a un'assunzione eccessiva di barbiturici in un lungo arco di tempo. Fu trovata morta dal quinto e ultimo marito Mickey Deans (sposato 3 mesi prima, dopo aver divorziato dal quarto marito, l'attore Mark Herron), nella stanza da bagno del suo appartamento londinese, al numero 4 di Cadogan Lane, nel quartiere di Chelsea. Un medico, che l'aveva visitata in precedenza, asserì che le sarebbe rimasto comunque poco tempo da vivere, a causa della grave forma di cirrosi epatica da cui era affetta.
Il corpo dell'artista venne tumulato in un colombario del Ferncliff Cemetery di Hartsdale, nello stato di New York. Dopo oltre quarantasette anni, nel gennaio 2017, i tre figli fecero traslare il corpo nel Judy Garland Pavilion, un nuovo ed enorme padiglione costruito all'interno dell'Hollywood Forever Cemetery, nel distretto di Hollywood a Los Angeles nello stato della California, per ospitare le spoglie della Garland e dei membri della sua famiglia.

## Influenze culturali
Prima della sua morte nel 1969, Judy Garland aveva recitato in una quarantina di film ed era comunemente ritenuta una delle maggiori stelle dello show business. La sua fama è perdurata nel tempo e nel 1992 Gerald Clarke dell'Architectural Digest la descrisse come "probabilmente la più grande intrattenitrice americana del ventesimo secolo", mentre l'American Film Institute l'ha classificata all'ottavo posto nella lista delle cento maggiori star della Golden Age di Hollywood. Nel 1998 le fu conferito il Grammy Award alla carriera. 
Il suo impatto sulla cultura americana è evidenziato dalle profonde influenze che la Garland ha continuato ad esercitare sul cinema, la televisione, la musica e il teatro anche a distanza di decenni dalla sua morte, dall'interesse via via sempre destato, tale che non meno di trenta biografie sono state scritte su di lei e che, oltre a ciò, Judy Garland è stata protagonista di diverse opere teatrali, miniserie televisive e film cinematografici incentrati sulla sua figura.
Gli animatori della Disney si ispirarono al suo volto per disegnare Belle nel classico La bella e la bestia.
All'inizio del XXI secolo, Garland è stata adottata dalla comunità LGBT come vera e propria icona gay.

## Nella cultura di massa

### Cinema
- Judy, film biografico del 2019, con la regia di Rupert Goold, fu il primo adattamento cinematografico del dramma teatrale End of the Rainbow di Peter Quilter, del 2004, che aveva mietuto rilevanti successi internazionali.[15] L'opera si concentra sugli ultimi mesi di vita della Garland e sui suoi ultimi concerti a Londra. Per la sua interpretazione nel ruolo della protagonista, Renée Zellweger ha vinto l'Oscar alla miglior attrice.

### Televisione
- Rainbow, regia di Jackie Cooper (1978). Il primo biopic su Judy Garland, interpretata dall'attrice e cantante Andrea McArdle. Il film è incentrato sugli anni giovanili della Garland.[16]
- Judy Garland, regia di Robert Allan Ackerman (2001). Questa miniserie in due puntate ripercorre la vita di Judy Garland dalla prima performance in pubblico nel 1924 fino alla morte nel 1969. Nella miniserie, la Garland è interpretata da Tammy Blanchard nei suoi anni giovanili e Judy Davis negli anni della maturità. Entrambe le interpretazioni ottennero grandi apprezzamenti: entrambe le attrici vinsero il premio Emmy, mentre la Davis vinse anche il Critics' Choice Awards, il Satellite Award, il Screen Actors Guild Award e il Golden Globe per la miglior miniserie o film per la televisione.[17][18]

### Teatro
- The Boy from Oz, musical con libretto di Nick Enright e colonna sonora di Peter Allen (1998). Il musical è incentrato sulla vita di Peter Allan (interpretato, al debutto, da Hugh Jackman), ma in esso Judy Garland svolge un ruolo di primo piano. Nell'allestimento di Broadway del 2003 Isabelle Keating ottenne una candidatura al Tony Award alla miglior attrice non protagonista in un musical per la sua interpretazione di Judy Garland.
- End of the Rainbow di Peter Quilter (2005). Incentrata sull'ultima serie di concerti della Garland a Londra, End of the Rainbow esordì in Australia con Caroline O'Connor nel ruolo di Judy Garland. Successivamente, la pièce fu portata in scena con successo a Londra nel 2010, dove Tracie Bennett ottenne grandi apprezzamenti per la sua performance nel ruolo della protagonista, tanto da essere candidata al Laurence Olivier Award alla miglior attrice; il dramma ottenne una nomination al Laurence Olivier Award alla migliore nuova opera teatrale.[19] Nell'edizione italiana del 2013 Judy Garland è stata interpretata da Monica Guerritore.[20]
- The Property Known as Garland di Billy Van Zandt (2006). Basata sulle registrazioni dell'ultimo concerto di Judy Garland a Copenaghen nel 1969, la prima della pièce vide Adrienne Barbeau nel ruolo della protagonista.[21]
- The Judy Monologues, curato da Darren Stewart-Jones. Un dramma basato sulle registrazioni fatte dalla stessa Garland a metà degli anni sessanta come appunti per un'autobiografia mai scritta.[22]
- Judy! di Ray Rackham. Rilettura in chiave femminista della vita di Judy Garland, l'opera ebbe la sua prima alla Southwark Playhouse con il titolo Through the Mill. Nello show Judy Garland è interpretata da tre attrici diversi per indicare le diverse fasi della sua vita e carriera.[23]

## Filmografia

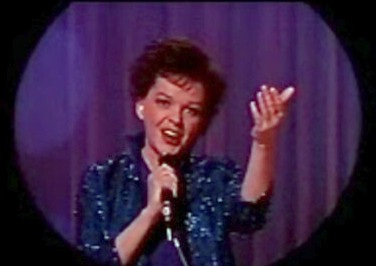
Judy Garland in Ombre sul palcoscenico (1963), suo ultimo film

### Cinema
- Pigskin Parade, regia di David Butler (1936)
- Follie di Broadway 1938 (Broadway Melody of 1938), regia di Roy Del Ruth (1937)
- Thoroughbreds Don't Cry, regia di Alfred E. Green (1937)
- Viva l'allegria (Everybody Sing), regia di Edwin L. Marin (1938)
- L'amore trova Andy Hardy (Love Finds Andy Hardy), regia di George B. Seitz (1938)
- Listen, Darling, regia di Edwin L. Marin (1938)
- Il mago di Oz (The Wizard of Oz), regia di Victor Fleming (1939)
- Ragazzi attori (Babes in Arms), regia di Busby Berkeley (1939)
- Andy Hardy incontra la debuttante (Andy Hardy Meets Debutante), regia di George B. Seitz (1940)
- Musica indiavolata (Strike Up the Band), regia di Busby Berkeley (1940)
- Little Nellie Kelly, regia di Norman Taurog (1940)
- Le fanciulle delle follie (Ziegfeld Girl), regia di Robert Z. Leonard e Busby Berkeley (1941)
- La vita comincia per Andy Hardy (Life Begins for Andy Hardy), regia di George B. Seitz (1941)
- I ragazzi di Broadway (Babes On Broadway), regia di Busby Berkeley (1941)
- For Me and My Gal, regia di Busby Berkeley (1942)
- Presenting Lily Mars, regia di Norman Taurog (1943)
- Girl Crazy, regia di Norman Taurog e Busby Berkeley (1943)
- La parata delle stelle (Thousands Cheer), regia di George Sidney (1943)
- Incontriamoci a Saint Louis (Meet Me in St. Louis), regia di Vincente Minnelli (1944)
- L'ora di New York (The Clock), regia di Vincente Minnelli (1945)
- Ziegfeld Follies, regia di Lemuel Ayers e Roy Del Ruth (1945)
- Le ragazze di Harvey (The Harvey Girls), regia di George Sidney (1946)
- Nuvole passeggere (Till the Clouds Roll By), regia di Richard Whorf, Vincente Minnelli, George Sidney (1946)
- Il pirata (The Pirate), regia di Vincente Minnelli (1948)
- Ti amavo senza saperlo (Easter Parade), regia di Charles Walters (1948)
- Parole e musica (Words and Music), regia di Norman Taurog (1948)
- I fidanzati sconosciuti (In the Good Old Summertime), regia di Robert Z. Leonard (1949)
- L'allegra fattoria (Summer Stock), regia di Charles Walters (1950)
- È nata una stella (A Star is Born), regia di George Cukor (1954)
- Pepe, regia di George Sidney (1960) – cameo, solo voce
- Vincitori e vinti (Judgment at Nuremberg), regia di Stanley Kramer (1961)
- Gli esclusi (A Child is Waiting), regia di John Cassavetes (1963)
- Ombre sul palcoscenico (I Could Go On Singing), regia di Ronald Neame (1963)

### Cortometraggi
- The Big Revue (1929) – nel ruolo di se stessa e con le "Sorelle Garland"
- A Holiday in Storyland, regia di Roy Mack (1930) – nel ruolo di se stessa e con le "Sorelle Garland"
- The Wedding of Jack and Jill, regia di Roy Mack (1930) – nel ruolo di se stessa e con le "Sorelle Garland"
- Bubbles, regia di Roy Mack (1930) – nel ruolo di se stessa e con le "Sorelle Garland"
- La Fiesta de Santa Barbara, regia di Louis Lewyn (1935) – nel ruolo di se stessa e con le "Sorelle Garland"
- Every Sunday, regia di Felix E. Feist (1936)
- If I Forget You (1940)

### Apparizioni in film e documentari
- Hollywood: Style Center of the World, regia di Oliver Garver (1940) – filmati di repertorio

### Doppiaggio
- Musetta alla conquista di Parigi (Gay Purr-ee), regia di Abe Levitow (1962) – animazione
- The Cat in the Hat, regia di Hawley Pratt – miniserie TV animata (1971) - non accreditata

## Riconoscimenti
- Premio Oscar

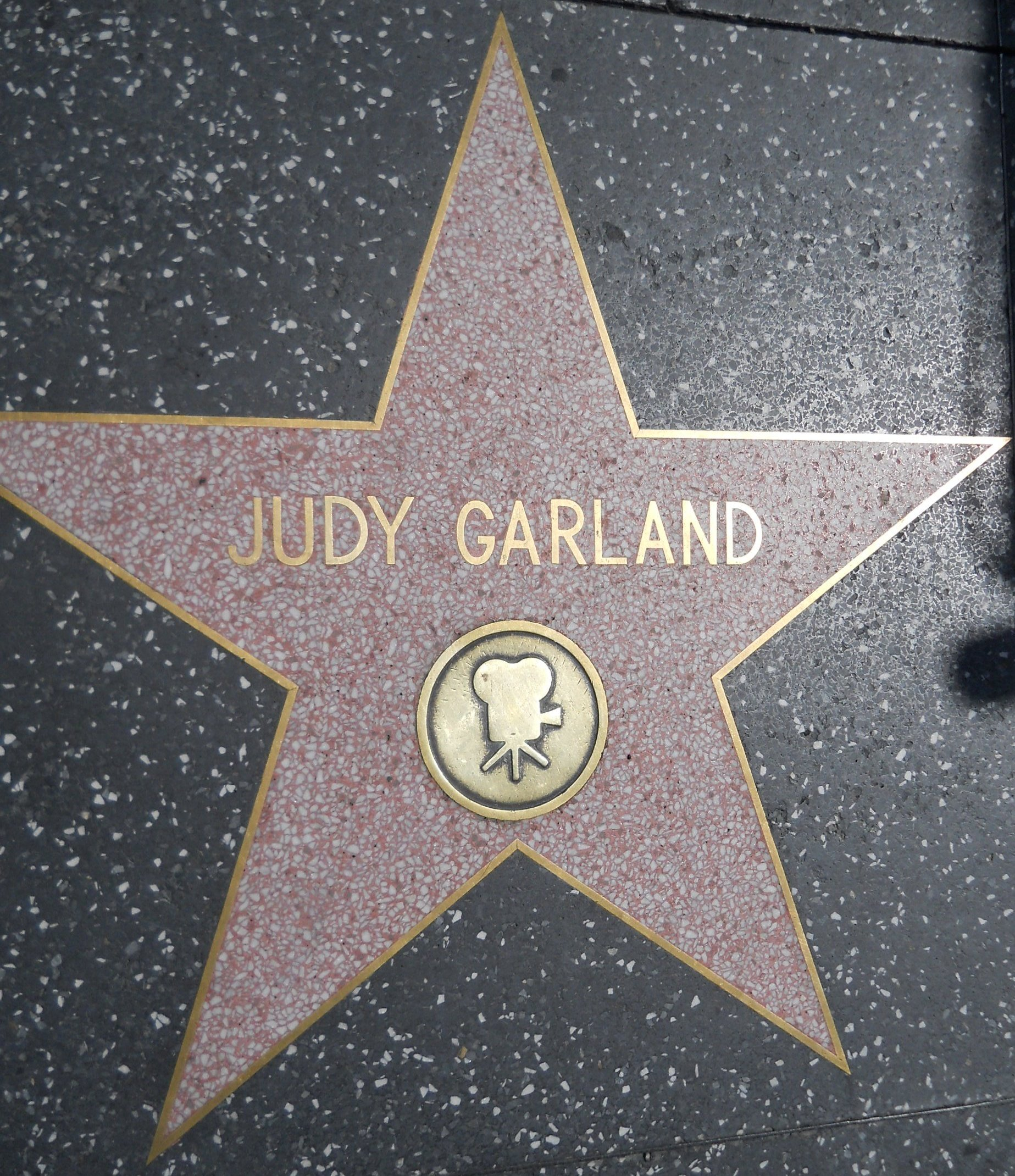
La stella di Judy Garland sullaHollywood Walk of Fame

  - 1940 – Oscar giovanile per Il mago di Oz e Piccoli attori
  - 1955 – Candidatura alla miglior attrice per È nata una stella
  - 1962 – Candidatura alla miglior attrice non protagonista per Vincitori e vinti
- Golden Globe
  - 1955 – Migliore attrice in un film commedia o musicale per È nata una stella
  - 1962 – Candidatura alla migliore attrice non protagonista per Vincitori e vinti
  - 1962 – Golden Globe alla carriera
- Grammy Award
  - 1962 – Album dell'anno per Judy at Carnegie Hall
  - 1962 – Miglior interpretazione vocale femminile pop per Judy at Carnegie Hall
  - 1966 – Candidatura per il miglior album notes per 25th Anniversary: Retrospective
  - 1971 – Candidatura per il miglior album notes per Judy. London. 1969
  - 1995 – Miglior album storico per Judy: Complete Decca Masters
  - 1999 – Grammy Award alla carriera
- Hollywood Walk of Fame
  - 1960 – Stella
- Premio Emmy
  - 1956 – Candidatura alla miglior cantante femminile
  - 1962 – Candidatura alla miglior performance in un programma di varietà o musicale per The Judy Garland Show
  - 1964 – Candidatura alla miglior performance in un programma di varietà o musicale per The Judy Garland Show
- Tony Award
  - 1952 – Speciale Tony Award
- Young Hollywood Hall of Fame[24]

## Doppiatrici italiane
Nelle versioni in italiano dei suoi film, Judy Garland è stata doppiata da: 
- Miranda Bonansea ne Il mago di Oz, Nuvole passeggere, Ti amavo senza saperlo, L'allegra fattoria
- Rina Morelli in Musica indiavolata, Le ragazze di Harvey, Parole e musica, Gli esclusi
- Anna Marchesini ne Il mago di Oz (1º ridoppiaggio), Incontriamoci a St. Louis (doppiaggio tardivo), Ti amavo senza saperlo (ridoppiaggio), L'allegra fattoria (ridoppiaggio)
- Dhia Cristiani in Vincitori e vinti, Ombre sul palcoscenico
- Lucia Mannucci ne Il mago di Oz (canto 1º doppiaggio)
- Lydia Simoneschi in È nata una stella
- Vittoria Febbi ne Il pirata (doppiaggio tardivo)
- Chiara Salerno ne L'ora di New York (doppiaggio tardivo)
- Elda Olivieri ne Il mago di Oz (2º ridoppiaggio)
- Pinella Dragani in Nuvole passeggere (1º ridoppiaggio)
- Barbara De Bortoli in Nuvole passeggere (2º ridoppiaggio)

Da doppiatrice è sostituita da:
- Giuliana Maroni in Musetta alla conquista di Parigi

## Discografia
- 1940 – The Wizard of Oz
- 1944 – Girl Crazy
- 1944 – Meet Me in St. Louis
- 1945 – The Harvey Girls
- 1955 – Miss Show Business
- 1956 – Judy
- 1957 – Alone
- 1958 – Judy in Love
- 1959 – Garland at the Grove
- 1960 – The Letter
- 1960 – That's Entertainment!
- 1961 – Judy at Carnegie Hall
- 1962 – The Garland Touch
- 1964 – Just for Openers
- 1965 – "Live" at the London Palladium
- 1967 – Judy Garland at Home at the Palace: Opening Night